# Cyphometopis diversipennis
Cyphometopis diversipennis är en tvåvingeart som beskrevs av Borgmeier 1960. Cyphometopis diversipennis ingår i släktet Cyphometopis och familjen puckelflugor. Inga underarter finns listade i Catalogue of Life.